# Coppa Libertadores 1979
La Coppa Libertadores 1979 fu la ventesima edizione del torneo e fu vinta dall'Olimpia (Paraguay) che sconfisse in finale i campioni in carica del Boca Juniors.

## Prima fase
Il Boca Juniors (Argentina), campione in carica, si qualificò direttamente alle semifinali

### Gruppo 1
| Squadra        | Pti | G | V | N | P | GF | GS | DR |
| -------------- | --- | - | - | - | - | -- | -- | -- |
| Independiente  | 9   | 6 | 4 | 1 | 1 | 12 | 6  | 6  |
| Deportivo Cali | 7   | 6 | 3 | 1 | 2 | 8  | 7  | 1  |
| Millonarios    | 6   | 6 | 2 | 2 | 2 | 8  | 11 | -3 |
| Quilmes        | 2   | 6 | 1 | 0 | 5 | 7  | 11 | -4 |

| 14 marzo 1979  |     |                |  |            |
| Quilmes        | 1–2 | Independiente  |  | Quilmes    |
| Millonarios    | 1–1 | Deportivo Cali |  | Bogotà     |
| 20 marzo 1979  |     |                |  |            |
| Millonarios    | 3–3 | Independiente  |  | Bogotà     |
| Deportivo Cali | 3–2 | Quilmes        |  | Cali       |
| 23 marzo 1979  |     |                |  |            |
| Deportivo Cali | 1–0 | Independiente  |  | Cali       |
| Millonarios    | 1–0 | Quilmes        |  | Bogotà     |
| 4 aprile 1979  |     |                |  |            |
| Independiente  | 2–0 | Quilmes        |  | Avellaneda |
| Deportivo Cali | 2–0 | Millonarios    |  | Cali       |
| 10 aprile 1979 |     |                |  |            |
| Quilmes        | 1–2 | Millonarios    |  | Quilmes    |
| Independiente  | 1–0 | Deportivo Cali |  | Avellaneda |
| 13 aprile 1979 |     |                |  |            |
| Quilmes        | 3–1 | Deportivo Cali |  | Quilmes    |
| Independiente  | 4–1 | Millonarios    |  | Avellaneda |

### Gruppo 2
| Squadra           | Pti | G | V | N | P | GF | GS | DR  |
| ----------------- | --- | - | - | - | - | -- | -- | --- |
| Olimpia           | 10  | 6 | 5 | 0 | 1 | 13 | 5  | 8   |
| Bolívar           | 9   | 6 | 4 | 1 | 1 | 18 | 7  | 11  |
| Sol de América    | 5   | 6 | 2 | 1 | 3 | 9  | 12 | -3  |
| Jorge Wilstermann | 0   | 6 | 0 | 0 | 6 | 5  | 21 | -16 |

| 23 marzo 1979     |     |                   |  |            |
| Olímpia           | 2–1 | Sol de América    |  | Asunción   |
| 25 marzo 1979     |     |                   |  |            |
| Bolívar           | 4–0 | Jorge Wilstermann |  | La Paz     |
| 29 marzo 1979     |     |                   |  |            |
| Jorge Wilstermann | 0–2 | Olímpia           |  | Cochabamba |
| Bolívar           | 4–1 | Sol de América    |  | La Paz     |
| 2 aprile 1979     |     |                   |  |            |
| Jorge Wilstermann | 2–3 | Sol de América    |  | Santa Cruz |
| 3 aprile 1979     |     |                   |  |            |
| Bolívar           | 2–1 | Olímpia           |  | La Paz     |
| 5 aprile 1979     |     |                   |  |            |
| Sol de América    | 0–1 | Olímpia           |  | Asunción   |
| Jorge Wilstermann | 0–6 | Bolívar           |  | La Paz     |
| 8 aprile 1979     |     |                   |  |            |
| Olímpia           | 4–2 | Jorge Wilstermann |  | Asunción   |
| 11 aprile 1979    |     |                   |  |            |
| Sol de América    | 2–1 | Jorge Wilstermann |  | Asunción   |
| 15 aprile 1979    |     |                   |  |            |
| Sol de América    | 2–2 | Bolívar           |  | Asunción   |
| 18 aprile 1979    |     |                   |  |            |
| Olímpia           | 3–0 | Bolívar           |  | Asunción   |

### Gruppo 3
| Squadra       | Pti | G | V | N | P | GF | GS | DR  |
| ------------- | --- | - | - | - | - | -- | -- | --- |
| Guarani       | 10  | 6 | 5 | 0 | 1 | 16 | 5  | 11  |
| Universitario | 8   | 6 | 4 | 0 | 2 | 15 | 15 | 0   |
| Palmeiras     | 6   | 6 | 3 | 0 | 3 | 15 | 11 | 4   |
| Alianza Lima  | 0   | 6 | 0 | 0 | 6 | 5  | 20 | -15 |

| 24 febbraio 1979 |     |               |  |           |
| Alianza Lima     | 3–6 | Universitario |  | Lima      |
| 28 febbraio 1979 |     |               |  |           |
| Alianza Lima     | 0–3 | Guarani       |  | Lima      |
| 3 marzo 1979     |     |               |  |           |
| Universitario    | 3–0 | Guarani       |  | Lima      |
| 10 marzo 1979    |     |               |  |           |
| Alianza Lima     | 2–4 | Palmeiras     |  | Lima      |
| 13 marzo 1979    |     |               |  |           |
| Universitario    | 2–5 | Palmeiras     |  | Lima      |
| 21 marzo 1979    |     |               |  |           |
| Universitario    | 1–0 | Alianza Lima  |  | Lima      |
| 25 marzo 1979    |     |               |  |           |
| Palmeiras        | 1–4 | Guarani       |  | San Paolo |
| 7 aprile 1979    |     |               |  |           |
| Guarani          | 2–0 | Alianza Lima  |  | Campinas  |
| 8 aprile 1979    |     |               |  |           |
| Palmeiras        | 1–2 | Universitario |  | San Paolo |
| 11 aprile 1979   |     |               |  |           |
| Guarani          | 6–1 | Universitario |  | Campinas  |
| 12 aprile 1979   |     |               |  |           |
| Palmeiras        | 4–0 | Alianza Lima  |  | San Paolo |
| 15 aprile 1979   |     |               |  |           |
| Guarani          | 1–0 | Palmeiras     |  | Campinas  |

### Gruppo 4
| Squadra           | Pti | G | V | N | P | GF | GS | DR  |
| ----------------- | --- | - | - | - | - | -- | -- | --- |
| Palestino         | 10  | 6 | 4 | 2 | 0 | 16 | 2  | 14  |
| O'Higgins         | 7   | 6 | 2 | 3 | 1 | 10 | 4  | 6   |
| Portuguesa FC     | 4   | 6 | 0 | 4 | 2 | 4  | 12 | -8  |
| Deportivo Galicia | 3   | 6 | 0 | 3 | 3 | 3  | 15 | -12 |

| 28 febbraio 1979  |     |                   |  |          |
| O'Higgins         | 1–1 | Palestino         |  | Rancagua |
| 11 marzo 1979     |     |                   |  |          |
| Deportivo Galicia | 1–1 | Portuguesa        |  | Caracas  |
| 18 marzo 1979     |     |                   |  |          |
| Deportivo Galicia | 1–1 | Palestino         |  | Caracas  |
| Portuguesa        | 1–1 | O'Higgins         |  | Valencia |
| 21 marzo 1979     |     |                   |  |          |
| Portuguesa        | 0–2 | Palestino         |  | Valencia |
| Deportivo Galicia | 0–1 | O'Higgins         |  | Caracas  |
| 29 marzo 1979     |     |                   |  |          |
| Palestino         | 1–0 | O'Higgins         |  | Santiago |
| Portuguesa        | 1–1 | Deportivo Galicia |  | Valencia |
| 11 aprile 1979    |     |                   |  |          |
| Palestino         | 5–0 | Deportivo Galicia |  | Santiago |
| O'Higgins         | 1–1 | Portuguesa        |  | Rancagua |
| 15 aprile 1979    |     |                   |  |          |
| Palestino         | 6–0 | Portuguesa        |  | Santiago |
| O'Higgins         | 6–0 | Deportivo Galicia |  | Rancagua |

### Gruppo 5
| Squadra               | Pti | G | V | N | P | GF | GS | DR |
| --------------------- | --- | - | - | - | - | -- | -- | -- |
| Peñarol               | 10  | 6 | 4 | 2 | 0 | 10 | 2  | 8  |
| Nacional              | 7   | 6 | 2 | 3 | 1 | 7  | 3  | 4  |
| El Nacional           | 5   | 6 | 2 | 1 | 3 | 6  | 10 | -4 |
| Técnico Universitario | 2   | 6 | 0 | 2 | 4 | 4  | 12 | -8 |

| 4 marzo 1979          |     |                       |  |            |
| El Nacional           | 2–1 | Técnico Universitario |  | Quito      |
| 7 marzo 1979          |     |                       |  |            |
| Peñarol               | 0–0 | Nacional              |  | Montevideo |
| 13 marzo 1979         |     |                       |  |            |
| Peñarol               | 4–0 | Técnico Universitario |  | Montevideo |
| 16 marzo 1979         |     |                       |  |            |
| Nacional              | 2–0 | Técnico Universitario |  | Montevideo |
| 20 marzo 1979         |     |                       |  |            |
| Nacional              | 3–0 | El Nacional           |  | Montevideo |
| 23 marzo 1979         |     |                       |  |            |
| Peñarol               | 2–1 | El Nacional           |  | Montevideo |
| 28 marzo 1979         |     |                       |  |            |
| Nacional              | 1–1 | Peñarol               |  | Montevideo |
| 1º aprile 1979        |     |                       |  |            |
| Técnico Universitario | 2–2 | El Nacional           |  | Ambato     |
| 5 aprile 1979         |     |                       |  |            |
| Técnico Universitario | 0–1 | Peñarol               |  | Ambato     |
| El Nacional           | 1–0 | Nacional              |  | Quito      |
| 8 aprile 1979         |     |                       |  |            |
| El Nacional           | 0–2 | Peñarol               |  | Quito      |
| Técnico Universitario | 1–1 | Nacional              |  | Ambato     |

## Semifinali

### Gruppo A
| Squadra       | Pti | G | V | N | P | GF | GS | DR |
| ------------- | --- | - | - | - | - | -- | -- | -- |
| Boca Juniors  | 5   | 4 | 2 | 1 | 1 | 3  | 1  | 2  |
| Independiente | 5   | 4 | 2 | 1 | 1 | 2  | 2  | 0  |
| Peñarol       | 2   | 4 | 0 | 2 | 2 | 0  | 2  | -2 |

| 10 maggio 1979 |     |               |  |              |
| Peñarol        | 0–0 | Independiente |  | Montevideo   |
| 16 maggio 1979 |     |               |  |              |
| Boca Juniors   | 1–0 | Peñarol       |  | Buenos Aires |
| 13 giugno 1979 |     |               |  |              |
| Independiente  | 1–0 | Boca Juniors  |  | Avellaneda   |
| 20 giugno 1979 |     |               |  |              |
| Independiente  | 1–0 | Peñarol       |  | Avellaneda   |
| 27 giugno 1979 |     |               |  |              |
| Boca Juniors   | 2–0 | Independiente |  | Buenos Aires |
| 4 luglio 1979  |     |               |  |              |
| Peñarol        | 0–0 | Boca Juniors  |  | Montevideo   |
| Spareggio      |     |               |  |              |
| 11 luglio 1979 |     |               |  |              |
| Boca Juniors   | 1–0 | Independiente |  | Buenos Aires |

### Gruppo B
| Squadra   | Pti | G | V | N | P | GF | GS | DR |
| --------- | --- | - | - | - | - | -- | -- | -- |
| Olimpia   | 7   | 4 | 3 | 1 | 0 | 8  | 2  | 6  |
| Guarani   | 3   | 4 | 0 | 3 | 1 | 4  | 5  | -1 |
| Palestino | 2   | 4 | 0 | 2 | 2 | 2  | 7  | -5 |

| 1º maggio 1979 |     |           |  |          |
| Palestino      | 0–0 | Guarani   |  | Santiago |
| 4 maggio 1979  |     |           |  |          |
| Olímpia        | 2–1 | Guarani   |  | Asunción |
| 9 maggio 1979  |     |           |  |          |
| Palestino      | 0–2 | Olímpia   |  | Santiago |
| 16 maggio 1979 |     |           |  |          |
| Olímpia        | 3–0 | Palestino |  | Asunción |
| 20 maggio 1979 |     |           |  |          |
| Guarani        | 2–2 | Palestino |  | Campinas |
| 24 maggio 1979 |     |           |  |          |
| Guarani        | 1–1 | Olímpia   |  | Campinas |

## Finale
| 22 luglio 1979 |     |              |  |              |
| Olímpia        | 2–0 | Boca Juniors |  | Asunción     |
| 27 luglio 1979 |     |              |  |              |
| Boca Juniors   | 0–0 | Olímpia      |  | Buenos Aires |

## Classifica marcatori
6 gol

 Juan José Oré (Universitario de Deportes)

 Miltão (Guaraní FC)